# The Shepherd of the Hills
The Shepherd of the Hills (El pastor de las colinas en España y Venezuela y Destino de sangre en México) es un wéstern estadounidense de 1941 dirigido por Henry Hathaway y protagonizado por John Wayne Betty Field Harry Carey. Cabe destacar, que además fue la primera película de John Wayne rodada en Technicolor.
También es importante mencionar, que es la segunda adaptación de la novela homónima de Harold Bell Wright, de la cual se hicieron un total de tres adaptaciones, una en 1928, la aquí mencionada y la tercera en 1964.

## Argumento
Un joven forastero llega a un pequeño pueblo en medio de las montañas de Ozark. Allí decide establecerse, algo que resulta agradable a los vecinos del lugar ya que su presencia es silenciosa y tranquila, cosa que no son, ya que son unas personas rusas, desconfiadas y llenas de odio. Sin embargo, hay un vecino al que no logra convencer de que no es un peligroso, eso sin contar que además es un joven que vive obsesionado con la idea de matar a su propio padre, ya que lo considera culpable de la muerte de su madre y de todas sus desgracias.

## Reparto
| Actor           | Personaje           |
| --------------- | ------------------- |
| John Wayne      | Joven Matt Matthews |
| Betty Field     | Sammy Lane          |
| Harry Carey     | Daniel Howitt       |
| Beulah Bondi    | Tía Mollie Matthews |
| James Barton    | Viejo Matt Matthews |
| Samuel S. Hinds | Andy Beeler         |
| Marjorie Main   | Granny Becky        |
| Ward Bond       | Wash Gibbs          |
| Marc Lawrence   | Pete Matthews       |
| John Qualen     | Coot Royal          |

## Producción
El filme fue rodado entre comienzos de septiembre y mediados de noviembre de 1940. Se filmó para ello en los lagos Big Bear, Moon Ridge y Bartlett. Todos estos lagos están en California, Estados Unidos.

## Recepción
En el presente la obra cinematográfica ha sido valorada en portales cinematográficos. En IMDb, con aproximadamente 2500 votos registrados por parte de los usuarios, la película obtiene una media ponderada de 6,9 sobre 10. En cuanto a Rotten Tomatoes, los más de 100 votos registrados en el portal dieron a este filme una valoración media de 3,6 de 5.